# Talanoa Hufanga
Talanoa Hufanga (Corvallis, 1º febbraio 2000) è un giocatore di football americano statunitense che milita nel ruolo di safety per i Denver Broncos della National Football League (NFL).

## Carriera

### San Francisco 49ers
Hufanga al college giocò a football a USC. Fu scelto nel corso del quinto giro (180º assoluto) nel Draft NFL 2021 dai San Francisco 49ers. Nella sua stagione da rookie disputò 15 partite, di cui 3 come titolare, con 28 tackle, giocando principalmente negli special team. Nei divisional playoff contro i Green Bay Packers recuperò un punt bloccato e lo ritornò in un touchdown fondamentale che alla fine diede la vittoria per 13-10 ai 49ers.
Nella sua seconda stagione Hufanga divenne stabilmente titolare della difesa dei 49ers, mettendo a segno 97 tackle, 2 sack, 4 intercetti e 2 fumble forzati, venendo convocato per il suo primo Pro Bowl e inserito nel First-team All-Pro.
Nell'undicesimo turno della stagione 2023 contro i Tampa Bay Buccaneers, Hufanga si ruppe il legamento crociato anteriore, chiudendo la sua annata.

### Denver Broncos
Il 10 marzo 2025 Hufanga firmò con i Denver Broncos un contratto triennale del valore di 45 milioni di dollari, di cui 20 milioni garantiti.

## Palmarès

### Franchigia
- National Football Conference Championship: 1

San Francisco 49ers: 2023

### Individuale
- Convocazioni al Pro Bowl: 1

2022
- First-team All-Pro: 1

2022

## Vita privata
È cugino di Marlon Tuipulotu dei Kansas City Chiefs e di Tuli Tuipulotu dei Los Angeles Chargers.